# La araña negra
La araña negra es una novela escrita en el año 1892 por el escritor valenciano Vicente Blasco Ibáñez.
La obra, compuesta de dos tomos, fue considerada una obra folletinesca (subgénero, que en Francia se conoció como roman-feuilleton, en boga entre finales del siglo XIX y principios del siglo XX) probablemente para restarle importancia a la durísima crítica contra la Compañía de Jesús que esta obra contiene.
Blasco Ibañez la escribió en su juventud, y más tarde la repudiaría, al no incluirla en sus Obras completas.
Blasco Ibáñez dedicó gran parte de su tiempo al estudio de la Iglesia y su funcionamiento. Éste es el germen de la novela, en la cual se narra la historia de los Baselga, una familia noble de Castilla La Vieja, cuyo linaje se remontaba a los "héroes de la Reconquista". La historia se ambienta en la España de comienzos del siglo XIX, íntimamente relacionada con los Jesuitas. En la novela, la Compañía de Jesús teje con infinita paciencia una tela de araña contra esta acaudalada familia con el fin de apropiarse de su fortuna. A lo largo de toda la novela se trata esta relación, analizando el comportamiento y funcionamiento de la Compañía de Jesús de una forma extensa. Fue ilustrada por Eusebio Planas.